# Yki Nummi
Yrjö Kalevi "Yki" Nummi, född 31 oktober 1925 i Yongshun i Hunan i Kina, död 12 mars 1984 i Helsingfors, var en finländsk inredningsarkitekt. Han var bror till Lassi och Seppo Nummi.
Nummi studerade först matematik och fysik vid Helsingfors och Åbo universitet under bland andra Yrjö Väisäläs ledning; han fördjupade sig bland annat i optik. Nummi skrev därefter in sig vid Konstindustriella läroverket och utexaminerades på linjen för dekorationsmålare och dekoratörer 1950. Han anställdes direkt efter studierna av Werner West vid Stockmanns lampfabrik Orno, där han vid sidan av bland andra Lisa Johansson-Pape kom att verka som formgivare av belysningsarmaturer 1950–1975.
Nummi blev en pionjär som designer av armaturer i akryl, vilket blev det viktigaste materialet på 1950- och 1960-talen. I hans armaturer kunde även ingå aluminium och mässing. Hans mest kända bordslampa, som han formgav 1955, marknadsfördes i slutet av 1950-talet under namnet New York-lampan sedan Museum of Modern Art i New York köpt den till sin konstindustrisamling. Lampan tillverkas fortfarande (2005) under namnet Modern Art. Av hans taklampor har även Lokki blivit en klassiker. 
Nummis materialkunskaper utnyttjades på 1950- och 1960- talen även i produktionen av förvarings- och serveringskärl hos företaget Sanka Oy. Samtidigt planerade han golvplattor i plast för Kymarno Oy och gjorde tapetmodeller för bland annat Sandudd. Han intresserade sig vidare för färgsättning av inredning och miljö och verkade 1958–1973 som planeringschef vid Schildt & Hallbergs färgfabrik i Dickursby. Färgsättningen av Helsingfors domkyrka i början av 1960-talet var ett av hans uppdrag. Inom industridesignen planerade han underredet till den finländska motorkälken Velsa Lynx på 1960-talet.
Nummi var en flitig skribent och undervisade i belysnings- och färgplanering vid Konstindustriella läroverket och Tekniska högskolan i Helsingfors samt föreläste även i Japan. Han innehade förtroendeuppdrag inom Ornamo och Konstflitföreningen i Finland. Han belönades för sina belysningsarmaturer med guldmedaljer vid triennalerna i Milano 1954 och 1957 samt tilldelades Pro Finlandia-medaljen 1971.

### Uppslagsverk
- Bonsdorff, Bengt von: Nummi, Yki i Uppslagsverket Finland (webbupplaga, 2012). CC-BY-SA 4.0